# 사나야 이라니
사나야 이라니(힌디어: सनाया ईरानी, 1983년 9월 17일 ~ )는 인도의 배우이다.